# Ernst Carl Gerlach Stückelberg
Ernst Carl Gerlach Stückelberg v. Breidenbach (* 1. Februar 1905 in Basel; † 4. September 1984 in Genf) war ein Schweizer Mathematiker und Physiker.

## Leben und Wirken
Er wurde als Sohn des Advokaten Alfred Stückelberg und der Alice geb. von Breidenbach in Basel geboren und auf den Namen Johann Melchior Ernst Karl Gerlach getauft. Später nannte er sich Ernst Carl Gerlach. Den seit dem 14. Jahrhundert geführten Familiennamen Stickelberger änderte sein Grossvater Ernst Stückelberg, ein bekannter Historienmaler. Da sein Grossvater mütterlicherseits mangels männlicher Nachkommen mit kaiserlicher Genehmigung seine Titel an die Kinder seiner Tochter übertragen durfte, erhielt Ernst Carl Gerlach Stückelberg 1911 den neuen Namen Stückelberg von Breidenbach zu Breidenstein und Melsbach.
Stückelberg besuchte das Humanistische Gymnasium in Basel und studierte, zunächst mit dem Schwerpunkt Experimentalphysik, unter anderem bei Arnold Sommerfeld in München. Er promovierte 1927 an der Universität Basel bei August Hagenbach (1871–1955), dem Sohn des Basler Physikers Eduard Hagenbach-Bischoff. Thema der Dissertation war eine experimentelle Arbeit über Kathodenstrahlen. Danach ging er an die Princeton University, um bei Karl Taylor Compton zu studieren, wobei er sich schon der theoretischen Physik zuwandte. Er befreundete sich mit Philip Morse und beide wurden auf der Michigan Summer School 1928 von Hendrik Anthony Kramers zur Quantenmechanik hingeführt. 1930 wurde er Assistant Professor in Princeton und besuchte mit Morse Sommerfeld in München und Cambridge. 1931 wurde er Fellow der American Physical Society. Während der Depression wurde die Finanzierung von Forschungsstellen in den USA schwierig, und er ging 1932 zurück in die Schweiz, wo er sich an der Universität Zürich bei Gregor Wentzel habilitierte. 1935 wurde er Professor an der Universität Genf, wo er bis zu seinem Ruhestand 1975 blieb. Ab 1956 war er gleichzeitig Professor an der Universität Lausanne.

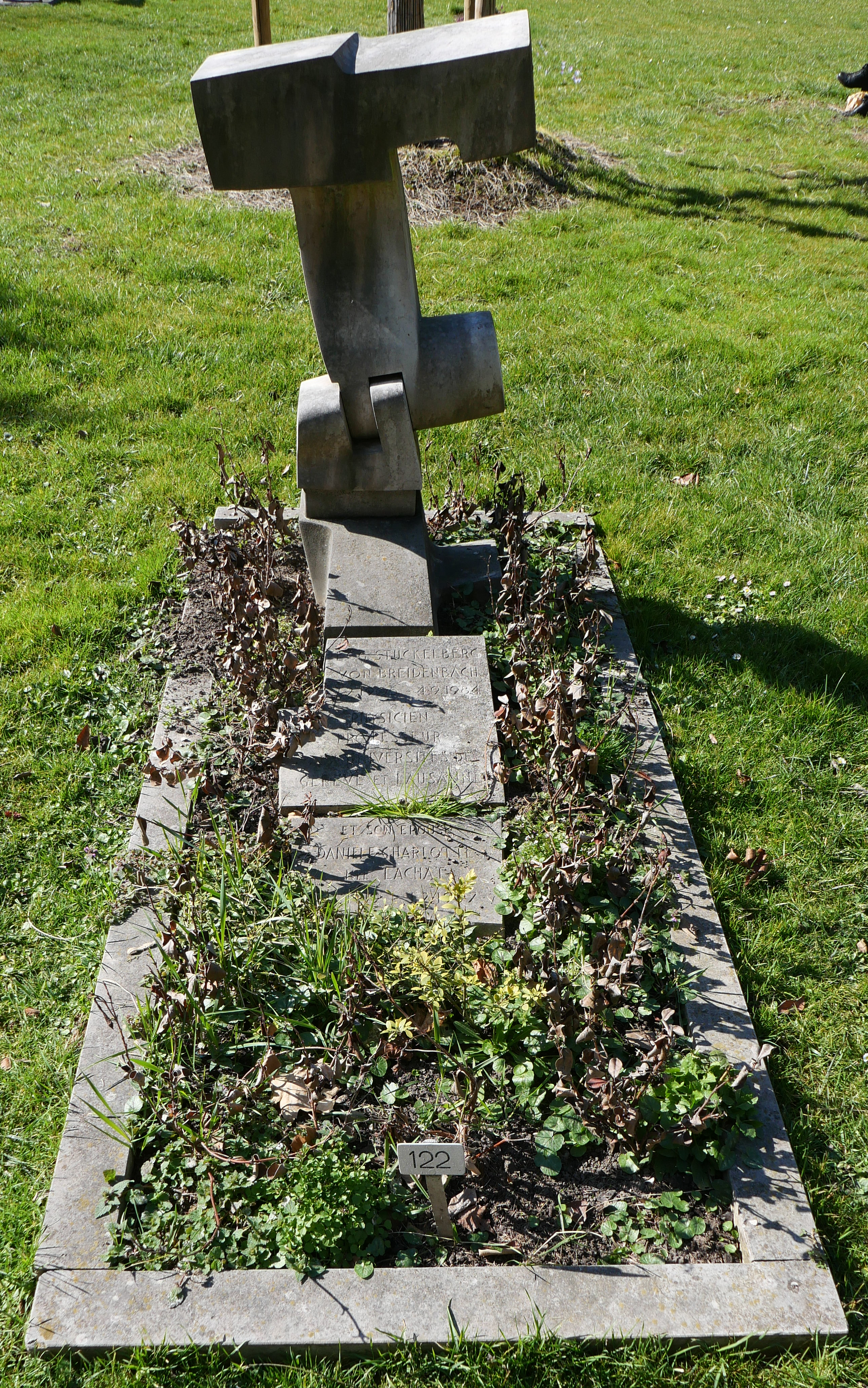
Stückelbergs Grab

1934 entwarf er eine kovariante störungstheoretische Behandlung der Quantenfeldtheorie, die zwar wenig Beachtung fand, aber immerhin die Aufmerksamkeit von Wolfgang Pauli erregte. 1935, unabhängig von Hideki Yukawa und vermutlich vor diesem, erklärte er die starke Wechselwirkung der Nukleonen durch den Austausch von Vektorbosonen (er publizierte dies nicht, da Pauli dies für lächerlich erklärte). 1938 entwarf er eine renormierbare Theorie mit massivem Vektorboson (Stueckelberg-Feld), wobei er die Notwendigkeit der Aufrechterhaltung einer Eichsymmetrie unterstrich. 1941 schlug er vor, das Positron formal als ein Elektron negativer Energie zu beschreiben, das rückwärts in der Zeit läuft. Diese Interpretation, die die Vorstellung von Positronen als Löcher eines Dirac-Sees besetzter Elektronenzustände negativer Energie des Vakuums umging, wurde später unabhängig, und mit deutlich grösserer Wirkung, von Richard Feynman aufgestellt (Feynman-Stückelberg-Interpretation). Stückelberg nutzte seine Interpretation auch schon zum Aufstellen einfacher Feynman-Diagramme vor Feynman, der dies erst 1947 tat. In einer 1943 für die Physical Review eingereichten, aber abgelehnten Arbeit stellte er ein Programm für die Renormierung der Quantenelektrodynamik auf. Er nahm darin vieles vorweg von den späteren Arbeiten von Feynman, Tomonaga und Schwinger, die diesen den Nobelpreis einbrachten.
1951 entdeckte er zusammen mit dem Mathematiker André Petermann die Renormierungsgruppe (noch vor Murray Gell-Mann und Francis Low).
Später litt Stückelberg zeitweise an einer (in Schüben immer wieder auftretenden) psychischen Erkrankung und wurde deshalb mit Elektroschocks behandelt. Es wurde z. B. berichtet, dass er während seiner Vorlesungen mit seinem Hund gesprochen habe, wenn er nicht weiterkam.
Zu seinen Doktoranden zählen Petermann und Constantin Piron.
Stückelberg ist auf dem Cimetière des Rois (deutsch Friedhof der Könige) begraben, der als Genfer Panthéon gilt.

## Auszeichnungen
- 1962 Dr. h. c. der Universitäten Neuenburg und Bern.
- 1976 Max-Planck-Medaille.